# Raymond Touroul

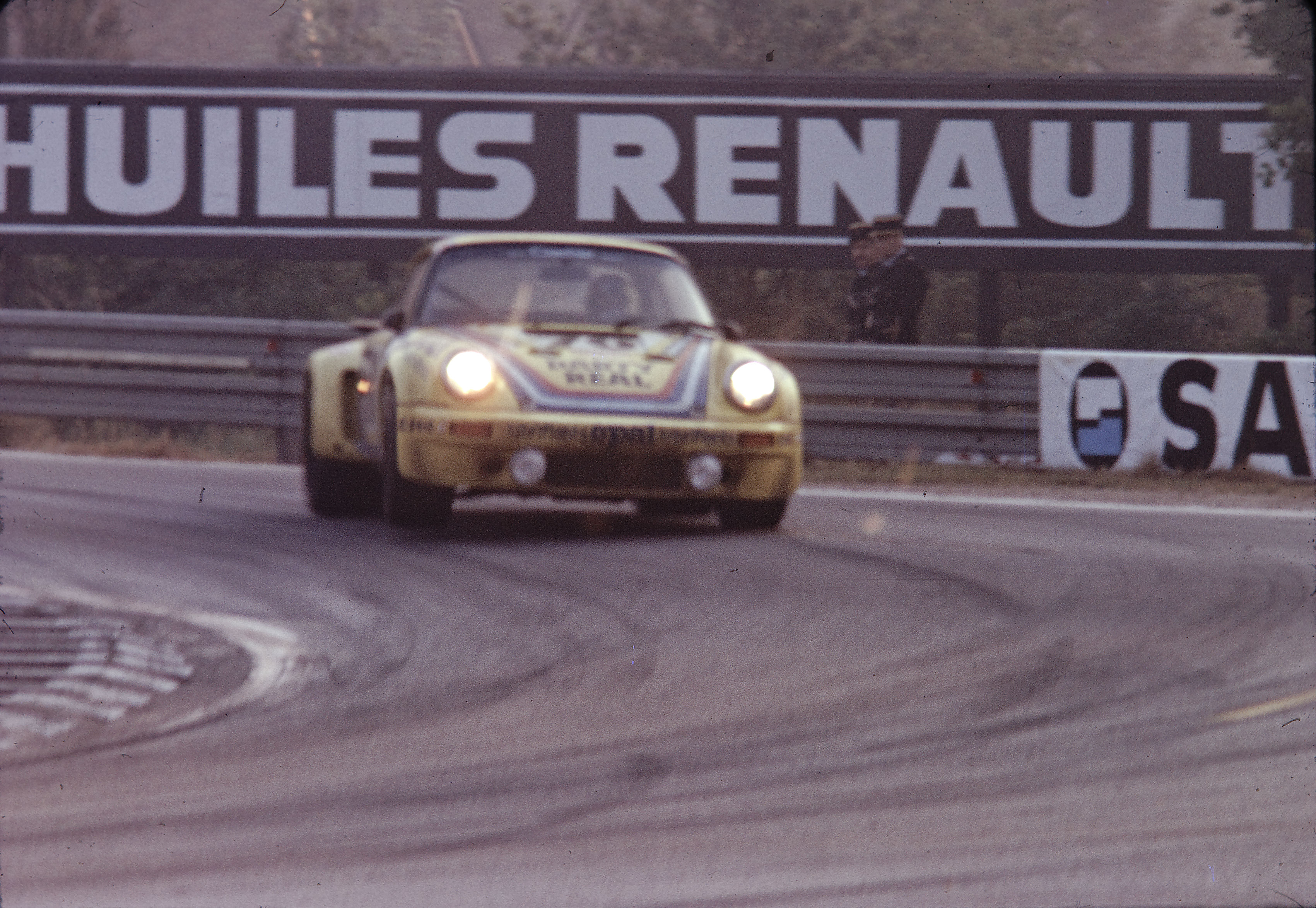
Der Porsche 911 Carrera RSR von Henri Cachia, Dennis Rua und Raymond Touroul beim 24-Stunden-Rennen von Le Mans 1974

Raymond Charles Auguste Touroul (* 1. Januar 1939 in Le Mesnil-Bœufs; † 11. März 2006 in Créteil) war ein französischer Rundstrecken-, Rallye-Fahrer, Rennstallbesitzer und Stuntman.

## Karriere im Motorsport
Der vielseitige Motorsportler Raymond Touroul war zwischen 1969 und 1996 in den unterschiedlichen Rennformen- und serien aktiv. Das verbindende Glied all dieser Aktivitäten war die Sportwagenmarke Porsche. Mit Modellen dieses Herstellers betritt er fast all seine Rennen; größtenteils selbst finanziert und gemeldet.
Als Rallyefahrer war er mehrmals bei den Weltmeisterschaftsläufen in Marokko und an der Elfenbeinküste am Start. Die Rallye Marokko 1971 beendete er als Fünfter, die Tour de France für Automobile 1972 als Sechster. 1981 wurde er französischer Rallycross-Meister und gewann 1982 den Prolog der Rallye Dakar.
Auf der Rundstrecke hatte er seinen ersten internationalen Einsatz beim 24-Stunden-Rennen von Spa-Francorchamps 1969, das er nach einem Ausfall nicht beenden konnte. Sein letztes Rennen hatte er ebenfalls in Spa. Beim zur GTR Euroseries zählenden 4-Stunden-Rennen von Spa-Francorchamps fiel sein Porsche 993 Carrera Cup nach einem Motorschaden aus. Zwischen diesen beiden Rennen lagen 71 Rennstarts; darunter 14 Teilnahmen beim 24-Stunden-Rennen von Le Mans. Beim Langstreckenrennen in Westfrankreich feierte er zwei Klassensieg (1971 und 1984) und wurde zweimal – 1971 und 1976 – Gesamtsechster.

## Stuntman
Nach dem Ende seiner Rennkarriere arbeitet Touroul als Stuntfahrer bei internationalen Filmproduktion. So trat er als Fahrer in den Produktionen Taxi und Die Bourne Identität in Erscheinung.

## Statistik

### Le-Mans-Ergebnisse
| Jahr | Team                     | Fahrzeug                | Teamkollege         | Teamkollege      | Platzierung             | Ausfallgrund       |
| ---- | ------------------------ | ----------------------- | ------------------- | ---------------- | ----------------------- | ------------------ |
| 1971 | ASA Cachia Bundi         | Porsche 911S            | André Anselme       |                  | Rang 6 und Klassensieg  |                    |
| 1972 | Jean Égreteaud           | Porsche 908/2           | Jean-Claude Lagniez |                  | Ausfall                 | kein Benzin        |
| 1973 | Raymond Touroul          | Porsche 910             | Jean-Pierre Rouget  |                  | Ausfall                 | Benzinsystem       |
| 1974 | ASA Cachia               | Porsche 911 Carrera RSR | Henri Cachia        | Dennis Rua       | Rang 10                 |                    |
| 1975 | X Racing                 | Porsche 911 Carrera RSR | Philippe Hesnault   |                  | Rang 18                 |                    |
| 1976 | Gérard Méo               | Porsche 911 Carrera RSR | Alain Cudini        |                  | Rang 6                  |                    |
| 1977 | Osella Squadra Corse     | Osella PA5              | Alain Cudini        | Anna Cambiaghi   | Ausfall                 | Motorschaden       |
| 1978 | Ecurie Francorchamps     | Ferrari 512 BB          | Teddy Pilette       | Jean Blaton      | Ausfall                 | Getriebeschaden    |
| 1979 | Jean-Pierre Jarier       | Porsche 935             | Jean-Pierre Jarier  | Randy Townsend   | Ausfall                 | Motorschaden       |
| 1983 | Michel Lateste           | Porsche 930             | Michel Lateste      | Michel Bienvault | Rang 20                 |                    |
| 1984 | Raymond Touroul          | Porsche 911SC           | Valentin Bertapelle | Thierry Perrier  | Rang 17 und Klassensieg |                    |
| 1985 | Raymond Touroul Team     | Porsche 911SC           | Philippe Dermagne   | Thierry Perrier  | Ausfall                 | Zylinder überhitzt |
| 1986 | Cosmik Racing Promotions | March 84G               | Costas Los          | Neil Crang       | Disqualifiziert         |                    |
| 1989 | France Prototeam         | Spice SE88C             | Bernard Thuner      | Pierre de Thoisy | Ausfall                 | Chassis gebrochen  |

### Einzelergebnisse in der Sportwagen-Weltmeisterschaft
| Saison | Team                         | Rennwagen                       | 1   | 2   | 3   | 4   | 5   | 6   | 7   | 8   | 9   | 10  | 11  | 12  | 13  | 14  | 15  | 16  | 17  |
| ------ | ---------------------------- | ------------------------------- | --- | --- | --- | --- | --- | --- | --- | --- | --- | --- | --- | --- | --- | --- | --- | --- | --- |
| 1971   | ASA Cachia                   | Porsche 911                     | BUA | DAY | SEB | BRH | MON | SPA | TAR | NÜR | LEM | ZEL | WAT |     |     |     |     |     |     |
| 1971   | ASA Cachia                   | Porsche 911                     |     |     |     |     |     | 6   |     |     |     |     |     |     |     |     |     |     |     |
| 1972   | Jean Égreteaud               | Porsche 908                     | BUA | DAY | SEB | BRH | MON | SPA | TAR | NÜR | LEM | ZEL | WAT |     |     |     |     |     |     |
| 1972   | Jean Égreteaud               | Porsche 908                     |     |     |     |     |     | DNF |     |     |     |     |     |     |     |     |     |     |     |
| 1973   | Raymond Touroul Marco Racing | Porsche 910 Porsche Carrera RSR | DAY | VAL | DIJ | MON | SPA | TAR | NÜR | LEM | ZEL | WAT |     |     |     |     |     |     |     |
| 1973   | Raymond Touroul Marco Racing | Porsche 910 Porsche Carrera RSR |     |     |     |     | DNF |     |     |     |     |     |     |     |     |     |     |     |     |
| 1974   | ASA Cachia                   |                                 | MON | SPA | NÜR | IMO | LEM | ZEL | WAT | LEC | BRH | KYA |     |     |     |     |     |     |     |
| 1974   | ASA Cachia                   |                                 |     |     |     | 10  |     |     |     | DNF |     |     |     |     |     |     |     |     |     |
| 1978   | Jean Blaton                  | Ferrari 512 BB                  | DAY | SEB | MUG | TAL | DIJ | SIL | NÜR | LEM | MIS | DAY | WAT | VAL | ROD |     |     |     |     |
| 1978   | Jean Blaton                  | Ferrari 512 BB                  |     |     |     |     | DNF |     |     |     |     |     |     |     |     |     |     |     |     |
| 1979   | AS Jean-Pierre Jarier        | Porsche Carrera Porsche 935     | DAY | SEB | MUG | TAL | DIJ | RIV | SIL | NÜR | LEM | PER | DAY | WAT | SPA | BRH | ROA | VAL | ELS |
| 1979   | AS Jean-Pierre Jarier        | Porsche Carrera Porsche 935     |     |     |     |     |     |     | DNF |     | DNF |     |     |     |     |     |     |     |     |
| 1980   | Raymond Touroul              | Porsche 911 Carrera RSR         | DAY | BRH | SEB | MUG | MON | RIV | SIL | NÜR | LEM | DAY | WAT | SPA | MOS | ROA | VAL | DIJ |     |
| 1980   | Raymond Touroul              | Porsche 911 Carrera RSR         |     |     |     |     |     |     |     |     |     |     |     |     | DNF |     |     |     |     |
| 1983   | Michel Lateste               | Porsche 930                     | MON | SIL | NÜR | LEM | SPA | FUJ | KYA |     |     |     |     |     |     |     |     |     |     |
| 1983   | Michel Lateste               | Porsche 930                     | 20  |     |     |     |     |     |     |     |     |     |     |     |     |     |     |     |     |
| 1984   | Raymond Touroul              | Porsche 930 Porsche 911         | MON | SIL | LEM | NÜR | BRH | MOS | SPA | IMO | FUJ | KYA | SAN |     |     |     |     |     |     |
| 1984   | Raymond Touroul              | Porsche 930 Porsche 911         | DNF |     | 17  |     |     |     |     |     |     |     |     |     |     |     |     |     |     |
| 1985   | Raymond Touroul              | Porsche 911                     | MUG | MON | SIL | LEM | HOK | MOS | SPA | BRH | FUJ | SEL |     |     |     |     |     |     |     |
| 1985   | Raymond Touroul              | Porsche 911                     | DNF |     |     |     |     |     |     |     |     |     |     |     |     |     |     |     |     |
| 1986   | Cosmik Racing                | March 84G                       | MON | SIL | LEM | NÜN | BRH | JER | NÜR | SPA | FUJ |     |     |     |     |     |     |     |     |
| 1986   | Cosmik Racing                | March 84G                       | DNF |     |     |     |     |     |     |     |     |     |     |     |     |     |     |     |     |